# Cephalodella marina
Cephalodella marina är en hjuldjursart som beskrevs av Myers 1924. Cephalodella marina ingår i släktet Cephalodella och familjen Notommatidae. Inga underarter finns listade i Catalogue of Life.